# Thrinchostoma rubrocinctum
Thrinchostoma rubrocinctum is een vliesvleugelig insect uit de familie Halictidae. De wetenschappelijke naam van de soort is voor het eerst geldig gepubliceerd in 1957 door Benoist.